# Utbildning i Skellefteå kommun
Utbildning i Skellefteå kommun bedrivs i kommunens grundskolor, gymnasier och folkhögskolor. Vidare bedrivs också undervisning på högskolenivå och forskning.
En majoritet av Skellefteå kommuns grundskolor är kommunala, totalt 31 av 36 (2022). Det fanns också sex gymnasieskolor, varav tre var kommunala och tre var fristående. Den äldsta folkhögskolan i kommunen är Solviks folkhögskola med anor från 1920-talet, men ytterligare två uppkom under 1940-talet. Alla tre är fortsatt i bruk. Högre utbildning och forskning bedrivs på Campus Skellefteå. Forskning sker även på Skellefteå lasarett.

## Grundskolor
År 2022 fanns 31 kommunala grundskolor i kommunen samt fem fristående. Av dessa  hade 16 högstadium. Av skolorna med högstadium var 13 kommunala och tre fristående.

### Bakgrund
Den första grundutbildningen, folkskolor, ersattes 1959 i Västerbottens län av enhetsskolor. Dessa ersattes sedan av grundskolor.

### Kommunala grundskolor
År 1931 stod Bolidenskolan klar. Norrhammarskolan uppfördes 1953. År 2023 gick cirka 480 elever i skolan som rymde elever från förskoleklass till årskurs nio.
Den kommunala grundskolan med idrottsinriktning, Frejaskolan, låg på Mullberget. Den riktade sig till elever på högstadiet. År 2009 togs beslut om att lägga ner skolan. Samma år beslutade kommunen även att lägga ner skolorna på Alhem, i Fällfors och i Sandfors. Tre friskolor ansökte om att få bedriva verksamhet i kommunen 2010. Det politiska styret i kommunen sa dock nej, något de alltid gjort. Totalt rörde det sig om skolor för 600 elever.
I början av 2010-talet beslutades om en skolrationalisering i den västra delen av staden. Den innebar bland annat att den nedlagda gymnasieskolan Kaplanskolan skulle bli "huvudskola" (Lejonströmsskolan) och rymma 556 barn i förskoleklass–årskurs nio år 2020. Beslutet innebar en nedläggning av Mobackenskolan och Sjungande Dalens skola. År 2015 beskrev Sveriges Radio skolsituationen under början av 2010-talet som att "Skellefteå genomgått ett mindre stålbad med skolnedläggningar och personalminskningar till följd av ett vikande elevunderlag". Fyra år senare gjordes en rationalisering av skolor även i östra delen av centralorten. Detta innebar att det beslutades att Moröskolan, Getbergsskolan och Kanalskolan skulle läggas ner. Eleverna skulle flyttas till nybyggda Floraskolan.
Industriboomen i norr innebar att befolkningen ökade. I Lejonströmsskolan gick omkring 1 000 elever 2022. Beslut togs då om att åter öppna Sjungande dalens skola och Kanalskolan.

### Fristående grundskolor
Efter att kommunen beslutat att lägga ner den kommunala skolan i Bodbysund gick föräldrar samman och ansökte om att få starta en fristående skola. Skolverket sa ja och sedan höstterminen 1997 bedrivs undervisning för elever upp till årskurs 6. Samma år startades även en fristående skola i Vebomark, en byaskola, efter att kommunen valt att lägga ner den kommunala skolan.
År 2017 ansökte Internationella Engelska skolan (IES) om att få öppna en grundskola i Skellefteå. Skellefteå kommun sa då nej. Men för att Northvolt skulle etablera sig i kommunen var en internationell skola ett krav. Inför höstterminen 2019 öppnade IES i gamla Brännanskolans lokaler.
År 2023 fanns även de två fristående skolorna Bruksskolan och Björkskolan. Dessa drivs av föreningen Växa, vilken har pingstkyrkan i Skellefteå och pingstkyrkan i Ursviken som huvudmän.

## Gymnasieskolor

### Bakgrund
Före 1966 fanns Skellefteå högre allmänna läroverk som ersattes av Nordanåskolan.

### Från 1970
I Skellefteå kommun finns (2022) tre kommunala gymnasieskolor: Anderstorpsgymnasiet, Baldergymnasiet och Naturbruksgymnasiet. Naturbruksgymnasiet är beläget i Burträsk och har även elevinternat. Det finns också tre privata gymnasieskolor, samtliga belägna i centrala Skellefteå- Guldstadsgymnasiet, Praktiska gymnasiet samt Yrkesgymnasiet.

#### Kommunala gymnasieskolor
År 1943 startade Tekniska gymnasiet i Skellefteå efter ett beslut i riksdagen. Bakom beslutet låg bland annat ortens industri och Bolidenbolaget. Inledningsvis höll gymnasiet till i gamla seminariet fram tills att den nya byggnaden, idag en del av Baldergymnasiet, kunde invigas 1946. Från början erbjöds endast en linje, kemilinjen. År 1947 startade en maskinteknisk linje och omkring 1955 en gruvteknisk linje, samtliga tvååriga. År 1968 inkluderades även handelsgymnasium på skolan. Följande diagram visar antalet elever på skolan:
| År   | Antal (varav kvinnor) |
| ---- | --------------------- |
| 1943 | 30 (3)                |
| 1945 | 79 (6)                |
| 1950 | 142 (4)               |
| 1955 | 139 (10)              |
| 1960 | 186 (11)              |

År 1977 togs F-huset på Kaplanskolan i bruk. Där rymdes teorietiska linjer som samhälls- och humanistiska program. Kaplanskolan användes som gymnasieskola fram till 2015. År 2016 stängdes Kaplanskolan och verksamheten flyttade de till Anderstorpsgymnasiet, som renoverats och byggts ut. Anderstorpsgymnasiet firade då 40 år som skola. Två år senare, 2018, hamnade skolan i blåsväder efter att ha provat att ta närvaro på elever på med ansiktsigenkänning. Försöket gjordes för att spara tid då lärare inte skulle behöva ta närvaro. Ärendet överklagades, men Högsta förvaltningsrätten valde att inte ta upp ärendet. Domen blev 200 000 i böter.
I och med den ökande befolkningstillväxt har kommunen meddelat att Kanalskolan åter öppnas från höstterminen 2023, nu som tillfällig gymnasieskola. Planen är att ekonomiprogrammet flyttas från Anderstorpsgymnasiet till Kanalskolan.

#### Fristående gymnasieskolor
John Bauer gymnasiet öppnade 2004 och var den första fristående gymnasieskolan i kommunen. Skolan fick kraftig kritik av Skolinspektionen 2008 eftersom mer än hälften av eleverna på skolan fick underkänt på nationella proven i matematik. Skolan stängde efter att företaget bakom skolan gått i konkurs. År 2009 öppnade den fristående skolan Praktiska gymnasiet med möjlighet att ta emot 150 elever. Samma år slog även Yrkesgymnasiet upp portarna i Skellefteå. Guldstadsgymnasiet slog upp portarna 2013. Tidigare har även Thoren Business School funnits i Skellefteå.

## Folkhögskolor
År 2021 fanns tre folkhögskolor i Skellefteå kommun; Solviks folkhögskola, Edelviks folkhögskola och Medlefors folkhögskola.
På 1920-talet grundades Solviks folkhögskola av Evangeliska Fosterlandsstiftelsen (EFS). Sedan 2004 är en stiftelse huvudman för skolan som 2016 hade cirka 200 studerande och 50 anställda. Skolan är belägen i Frostkåge.
Edelviks folkhögskola grundades 1941 av Svenska kyrkan, som fortsatt var huvudman 2023. Skolan ligger i Burträsk.
År 1946 startade organisationer inom arbetarrörelsen Medlefors folkhögskola. Skolan ligger i västra delen av tätorten Skellefteå och drevs 2023 av Föreningen Norrlands arbetares Folkhögskola.

## Eftergymnasial utbildning
År 1986 invigdes nuvarande Campus Skellefteå, då under namnet Skeria. Vid Campus Skellefteå finns utbildning på  universitets- och högskolenivå men också Yrkeshögskola (Yh) och kommunal vuxenutbildning. Bland annat bedriver Luleå tekniska universitet, Umeå universitet och Mälardalens universitet utbildning på Campus Skellefteå.
Nedan presenteras andelen personer med minst tre års eftergymnasial utbildning i åldersgruppen 25-64 år:
| År   | Andel (Skellefteå) | Andel (Sverige) |
| ---- | ------------------ | --------------- |
| 1985 | 6,8%               | 9,5%            |
| 1990 | 7,7%               | 11,4%           |
| 1995 | 8,7%               | 12,3%           |
| 2000 | 11,8%              | 16,2%           |
| 2005 | 15,7%              | 20,3%           |
| 2010 | 19,1%              | 23,6%           |
| 2015 | 21,3%              | 26,2%           |
| 2020 | 23,7%              | 29,6%           |

### Forskning
År 2022 bedrevs forskning inom elkraft, distribuerande datorsystem och träteknik på Campus Skellefteå genom Luleå tekniska universitet, forskningsinstitutet Rise och Umeå universitet. Forskningen låg i framkant och beskrevs som världsledande inom dessa områden. Totalt fanns åtta professorer, 29 doktorander och sju gästprofessorer på Campus Skellefteå 2022. På Skellefteå lasarett bedrevs forskning primärt fokuserad på kroppens förmåga att lösa upp eller bilda blodproppar. År 2021 var 14 personer anställda på forskningsenheten i Skellefteå.